# Alloniscus nicobaricus
Alloniscus nicobaricus är en kräftdjursart som beskrevs av Gustav Budde-Lund 1885. Alloniscus nicobaricus ingår i släktet Alloniscus och familjen Alloniscidae. Inga underarter finns listade i Catalogue of Life.